# Canton d'Ourville-en-Caux
Le canton d'Ourville-en-Caux est une ancienne division administrative française située dans le département de la Seine-Maritime et la région Haute-Normandie.

## Géographie
Ce canton était organisé autour d'Ourville-en-Caux dans l'arrondissement du Havre. Son altitude variait de 36 m (Le Hanouard) à 152 m (Anvéville) pour une altitude moyenne de 105 m.

## Histoire
- De 1833 à 1848, les cantons de Cany et d'Ourville avaient le même conseiller général. Le nombre de conseillers généraux était limité à 30 par département.

## Représentation

### Conseillers généraux de 1833 à 2015
| Période        | Période      | Identité                                  | Étiquette                | Qualité |
| -------------- | ------------ | ----------------------------------------- | ------------------------ | --- |
| 1833           | 1842 (décès) | Charles Bérigny                           | Majorité gouvernementale | Inspecteur général des Ponts et Chaussées Député (1828-1842) |
| 1842           | 1848         | Jacques François Alexandre Fouet          |                          | Conseiller honoraire à la Cour de Rouen |
| 1848           | 1870         | Manuel Lucien Bobée                       | Bonapartiste             | Propriétaire du château et Maire de Thiouville |
| 1870           | 1874 (décès) | Louis, Comte Hébert de Beauvoir           |                          | Propriétaire à Héricourt-en-Caux, conseiller d'arrondissement |
| 1875           | 1903 (décès) | Henri Duglé                               | Républicain              | Maire de Saint-Vaast-Dieppedalle |
| 1903           | 1910         | Gustave Lange (1859-1931)                 | Républicain progressiste | Propriétaire Maire de Beuzeville-la-Guérard |
| 1910           | 1919         | Henri Leborgne                            | Rad.                     | Cultivateur Maire d'Hautot-l'Auvray |
| 1919           | 1925 (décès) | Arthur Emile Guérin (1849-1925)           | RG                       | Farinier Maire de Robertot, conseiller d'arrondissement |
| 1925           | 1940         | Gaston Hébert de Beauvoir Comte du Boscol | Conservateur             | Officier de cavalerie Propriétaire à Héricourt-en-Caux Nommé membre de la Commission administrative paritaire en 1941 Nommé membre du Conseil départemental en 1943 |
|                |              |                                           |                          | |
| 1945           | 1953         | Edgar Garnier                             | Rad.                     | Délégué cantonal, Ourville-en-Caux |
| 1953           | 1961         | André Lavoinne (1899-1986)                | DVD-UNR                  | Maire de Cleuville |
| 1961           | 1966 (décès) | Paul Cauchy (1910-1966)                   | SE-DVG                   | Maire d'Héricourt-en-Caux |
| 5 février 1967 | 2003         | André Faucon                              | CD puis UDF-Rad.         | Commerçant Maire d'Ourville-en-Caux (1989-2001) |
| 2004           | 2015         | Yvon Pesquet                              | DVD                      | Maire de Cleuville (1971-2020) Plus jeune maire de France en 1971 Suppléant du député Alfred Trassy-Paillogues (2002-2012)                                          |

### Conseillers d'arrondissement (de 1833 à 1940)
Le canton d'Ourville appartenait à l'arrondissement d'Yvetot jusqu'à sa disparition en 1926.
| Période                                  | Période | Identité                                             | Étiquette   | Qualité |
| ---------------------------------------- | ------- | ---------------------------------------------------- | ----------- | --- |
| 1833                                     | 1848    | Louis Georges Robert Drouet                          |             | Cultivateur, maire d'Ourville                                                                               |
| 1848                                     | 1864    | Marquis Hippolyte de Coquerel d'Icquelon (1817-1888) |             | Propriétaire à La Crique                                                                                    |
| 1864                                     | 1870    | Louis, Comte Hébert de Beauvoir                      |             | Propriétaire à Héricourt-en-Caux                                                                            |
| 1877                                     | 1883    | M. Grimaud                                           | Monarchiste | |
| 1883                                     | 1889    | M. Lemonnier                                         | Monarchiste | |
| 1889                                     | 1895    | Pascal Marescot (1839-1903)                          | Monarchiste | Propriétaire, maire de Routes                                                                               |
| 1895                                     | 1919    | Arthur Émile Guérin                                  | Républicain | Farinier à Robertot                                                                                         |
| 1919                                     | 1925    | Alfred Dubuc                                         | URD         | Propriétaire à Héricourt                                                                                    |
| 1925                                     | 1940    | Jean Lepicard                                        | Républicain | Agriculteur, maire d'Ourville                                                                               |
| 1940                                     |         |                                                      |             | Les conseils d'arrondissement ont été suspendus par la loi du 12 octobre 1940 et n'ont jamais été réactivés |
| Les données manquantes sont à compléter. |         |                                                      |             | |

## Composition
Le canton d'Ourville-en-Caux regroupait 16 communes et comptait 4 568 habitants (recensement de 1999 sans doubles comptes).
| Communes                    | Population (2012) | Code postal | Code Insee |
| --------------------------- | ----------------- | ----------- | ---------- |
| Ancourteville-sur-Héricourt | 218               | 76560       | 76009      |
| Anvéville                   | 247               | 76560       | 76023      |
| Beuzeville-la-Guérard       | 150               | 76450       | 76091      |
| Carville-Pot-de-Fer         | 111               | 76560       | 76161      |
| Cleuville                   | 119               | 76450       | 76180      |
| Le Hanouard                 | 273               | 76450       | 76339      |
| Hautot-l'Auvray             | 339               | 76450       | 76346      |
| Héricourt-en-Caux           | 867               | 76560       | 76355      |
| Oherville                   | 160               | 76560       | 76483      |
| Ourville-en-Caux            | 1 041             | 76450       | 76490      |
| Robertot                    | 117               | 76560       | 76530      |
| Routes                      | 177               | 76560       | 76542      |
| Saint-Vaast-Dieppedalle     | 323               | 76450       | 76653      |
| Sommesnil                   | 84                | 76560       | 76679      |
| Thiouville                  | 240               | 76450       | 76692      |
| Veauville-lès-Quelles       | 102               | 76560       | 76730      |

## Démographie
| 1962  | 1968  | 1975  | 1982  | 1990  | 1999  | 2009 |
| ----- | ----- | ----- | ----- | ----- | ----- | ---- |
| 3 660 | 3 956 | 3 708 | 4 193 | 4 213 | 4 568 | -    |